# Jenlain
 Jenlain  es una población y comuna francesa, en la región de Norte-Paso de Calais, departamento de Norte, en el distrito de Avesnes-sur-Helpe y cantón de Le Quesnoy-Ouest.

## Demografía
| 845 | 907 | 962 | 978 | 1137 | 1140 |
| Para los censos de 1962 a 1999 la población legal corresponde a la población sin duplicidades (Fuente: INSEE [Consultar]) |     |     |     |      |      |